# Colias ladakensis
Colias ladakensis är en fjärilsart som beskrevs av Felder 1865. Colias ladakensis ingår i släktet Colias och familjen vitfjärilar. Inga underarter finns listade i Catalogue of Life.